# Olga Golovkina
Pour les articles homonymes, voir Golovkina.
Olga Guennadievna Golovkina (en russe : Ольга Геннадьевна Головкина, née le 17 décembre 1986) est une athlète russe, spécialiste des courses de fond.

## Biographie
Olga Golovkina participe aux Championnats d'Europe 2012, à Helsinki. Elle y remporte la médaille d'or du 5 000 mètres en 15 min 11 s 70, devant l'Ukrainienne Lyudmyla Kovalenko et la Portugaise Sara Moreira.
À compter du 2 août 2013, Olga Golovkina écope d'une suspension de deux ans pour violation des règles antidopage. 

### Palmarès
| Date | Compétition                       | Lieu      | Résultat | Épreuve |
| ---- | --------------------------------- | --------- | -------- | ------- |
| 2010 | Championnats d'Europe             | Barcelone | 7e       | 5 000 m |
| 2012 | Championnats d'Europe             | Helsinki  | 1re      | 5 000 m |
| 2013 | Championnats d'Europe par équipes | Gateshead | 1re      | 5 000 m |
| 2013 | Universiade                       | Kazan     | 1re      | 5 000 m |

### Records
| Épreuve | Performance    | Lieu   | Date         |
| ------- | -------------- | ------ | ------------ |
| 3 000 m | 9 min 01 s 91  | Moscou | 6 août 2011  |
| 5 000 m | 15 min 11 s 20 | Moscou | 13 juin 2012 |